# Vicariato apostolico di San Miguel de Sucumbíos
Il vicariato apostolico di San Miguel de Sucumbíos (in latino: Vicariatus Apostolicus Sancti Michaëlis de Sucumbios) è una sede della Chiesa cattolica in Ecuador immediatamente soggetta alla Santa Sede. Nel 2022 contava 155.428 battezzati su 230.503 abitanti. È retto dal vescovo Moacir Goulart de Figueredo, M.S.C.

## Territorio
Il vicariato apostolico, situato in Ecuador, comprende la provincia di Sucumbíos.
Sede del vicariato è la città di Nueva Loja, dove si trova la cattedrale di Nostra Signora del Cigno.
Il territorio è suddiviso in 16 parrocchie.

## Storia
La prefettura apostolica di San Miguel de Sucumbíos fu eretta il 16 aprile 1924 con il breve Ex hac beati di papa Pio XI, ricavandone il territorio dal vicariato apostolico del Napo.
Il 2 luglio 1984 la prefettura apostolica è stata elevata a vicariato apostolico con la bolla Constat Praefecturam di papa Giovanni Paolo II.

## Cronotassi dei vescovi
Si omettono i periodi di sede vacante non superiori ai 2 anni o non storicamente accertati.
- Pacifico Cembrano Nistral, O.C.D. † (21 maggio 1937 - 1954 dimesso)
- Wenceslao Manuel Gómez Frande, O.C.D. † (18 febbraio 1955 - 1º agosto 1968 deceduto)
- Gonzalo López Marañón, O.C.D. † (26 giugno 1970 - 30 ottobre 2010 ritirato)
  - Sede vacante (2010-2013)[1]
- Celmo Lazzari, C.S.I. (21 novembre 2013 - 23 ottobre 2024 nominato vicario apostolico del Napo)
- Moacir Goulart de Figueredo, M.S.C., dal 23 ottobre 2024

## Statistiche
Il vicariato apostolico nel 2022 su una popolazione di 230.503 persone contava 155.428 battezzati, corrispondenti al 67,4% del totale.
| anno | popolazione | popolazione | popolazione | presbiteri | presbiteri | presbiteri | presbiteri                | diaconi | religiosi | religiosi | parrocchie |
| anno | battezzati  | totale      | %           | numero     | secolari   | regolari   | battezzati per presbitero | diaconi | uomini    | donne     | parrocchie |
| ---- | ----------- | ----------- | ----------- | ---------- | ---------- | ---------- | ------------------------- | ------- | --------- | --------- | ---------- |
| 1950 | 9.500       | 11.000      | 86,4        | 7          |            | 7          | 1.357                     |         | 7         | 5         | 2          |
| 1966 | 15.000      | 15.000      | 100,0       | 10         |            | 10         | 1.500                     |         | 14        | 12        | 6          |
| 1970 | 15.400      | 15.500      | 99,4        | 7          |            | 7          | 2.200                     |         | 11        | 12        |            |
| 1973 | 25.243      | 26.582      | 95,0        | 12         |            | 12         | 2.103                     |         | 19        | 19        | 9          |
| 1980 | 32.875      | 35.210      | 93,4        | 13         | 1          | 12         | 2.528                     |         | 18        | 17        | 10         |
| 1990 | 50.800      | 55.600      | 91,4        | 17         | 3          | 14         | 2.988                     |         | 20        | 24        | 14         |
| 1999 | 129.748     | 133.948     | 96,9        | 14         | 6          | 8          | 9.267                     | 2       | 17        | 23        | 50         |
| 2000 | 101.355     | 139.800     | 72,5        | 14         | 6          | 8          | 7.239                     | 2       | 18        | 22        | 38         |
| 2001 | 106.828     | 147.446     | 72,5        | 13         | 6          | 7          | 8.217                     | 6       | 17        | 22        | 47         |
| 2002 | 106.828     | 147.446     | 72,5        | 13         | 5          | 8          | 8.217                     | 6       | 18        | 28        | 44         |
| 2003 | 104.078     | 130.096     | 80,0        | 13         | 5          | 8          | 8.006                     | 5       | 15        | 28        | 46         |
| 2004 | 109.646     | 128.995     | 85,0        | 13         | 5          | 8          | 8.434                     | 5       | 14        | 26        | 46         |
| 2010 | 111.000     | 139.000     | 79,9        | 17         | 6          | 11         | 6.529                     | 12      | 18        | 24        | 41         |
| 2014 | 161.000     | 179.400     | 89,7        | 26         | 12         | 14         | 6.192                     | 8       | 22        | 23        | 28         |
| 2017 | 152.575     | 186.900     | 81,6        | 17         | 9          | 8          | 8.975                     | 8       | 14        | 23        | 14         |
| 2020 | 150.137     | 195.170     | 76,9        | 21         | 10         | 11         | 7.149                     | 7       | 22        | 18        | 14         |
| 2022 | 155.428     | 230.503     | 67,4        | 23         | 13         | 10         | 6.757                     | 6       | 15        | 18        | 16         |